# Dobležiče
Dobležiče este o localitate din comuna Kozje, Slovenia, cu o populație de 127 de locuitori.